# サン・ジョルジョ・アルバネーゼ
サン・ジョルジョ・アルバネーゼ（イタリア語: San Giorgio Albanese）は、イタリア共和国カラブリア州コゼンツァ県にある、人口約1,400人の基礎自治体（コムーネ）。

## 地理

### 位置・広がり

#### 隣接コムーネ
隣接するコムーネは以下の通り。
- アクリ
- コリリアーノ＝ロッサーノ
- サン・コズモ・アルバネーゼ
- ヴァッカリッツォ・アルバネーゼ

## 行政

### 分離集落
サン・ジョルジョ・アルバネーゼには、以下の分離集落（フラツィオーネ）がある。
- Colucci, Palombara, Pantanello